# Cassiniho dělení

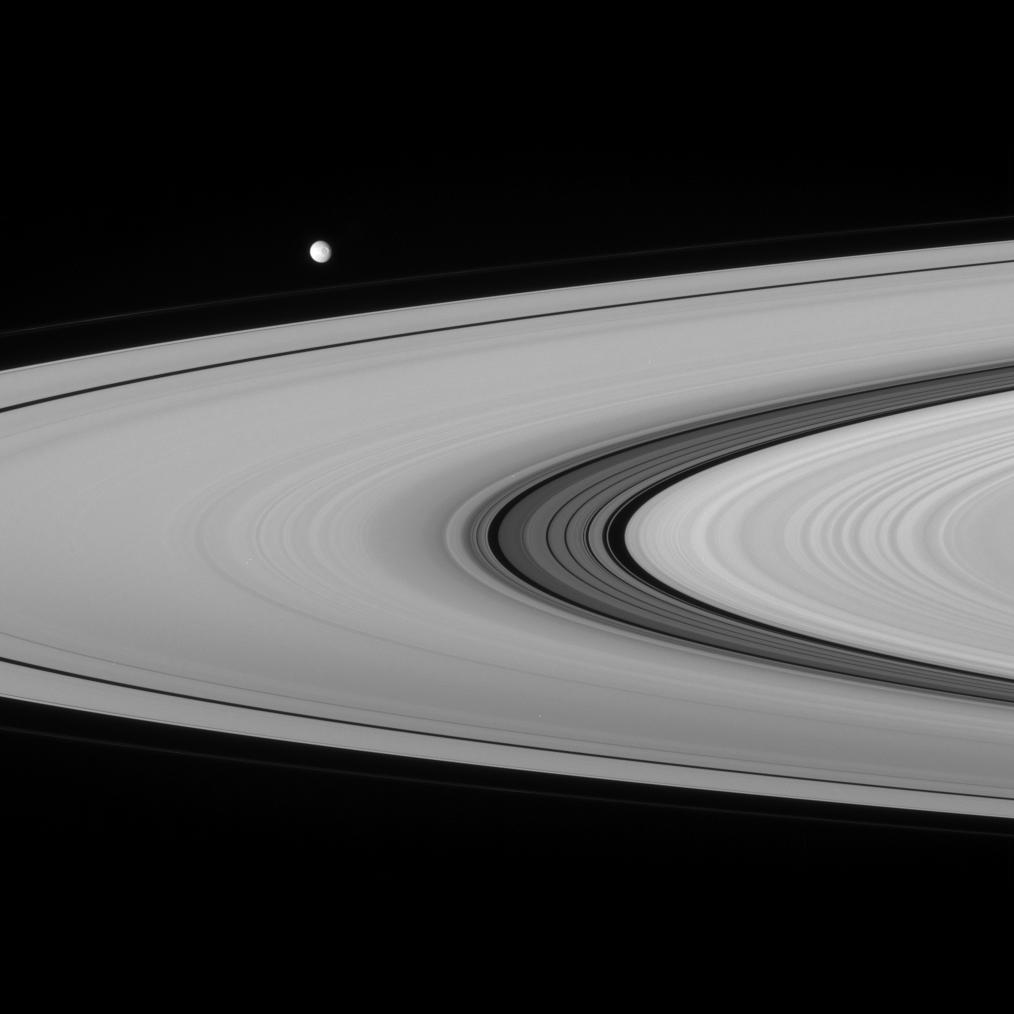
Detail na prstence Saturnu spolu s Cassiniho mezerou

Cassiniho dělení či Cassiniho mezera je mezera v planetárních prstencích Saturnu, která se nachází mezi prstencem B a prstencem A. Je pojmenována po významném italsko-francouzském astronomovi Giovannim Cassinim, který dělení v roce 1675 objevil.
Dělení se považuje za hranici mezi vnitřními a vnějšími prstenci Saturnu, které se nachází přibližně 120 000 km od středu planety. Oblast Cassiniho dělení není zcela zbavená veškerého materiálu, ale materiál v podobě ledu a kamení je zde zastoupen značně méně, což se opticky projevuje jako tmavší oblast.

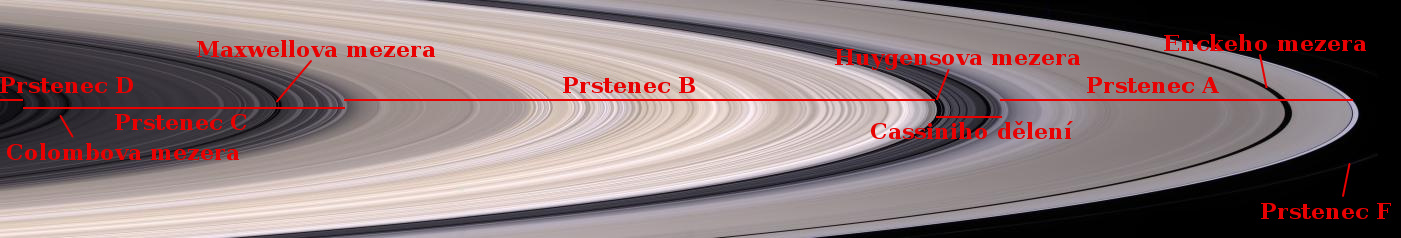
Panoramatický pohled na prstence Saturnu. Širší, šedý prstenec je prstenec A. Z vnitřní strany ho vymezuje Cassiniho dělení, největší mezera mezi Saturnovými prstenci. Za ní se nachází široký prstenec B, potom tenčí a tmavší prstenec C a nejvnitřnější je prstenec D.

V Cassiniho mezeře vrcholil děj sci-fi filmu Zkouška pilota Pirxe natočeného na motivy povídky Stanisława Lema Přelíčení.